# Hudsonia ericoides
Hudsonia ericoides är en solvändeväxtart som beskrevs av Carl von Linné. Hudsonia ericoides ingår i släktet Hudsonia och familjen solvändeväxter. Inga underarter finns listade i Catalogue of Life.

## Bildgalleri

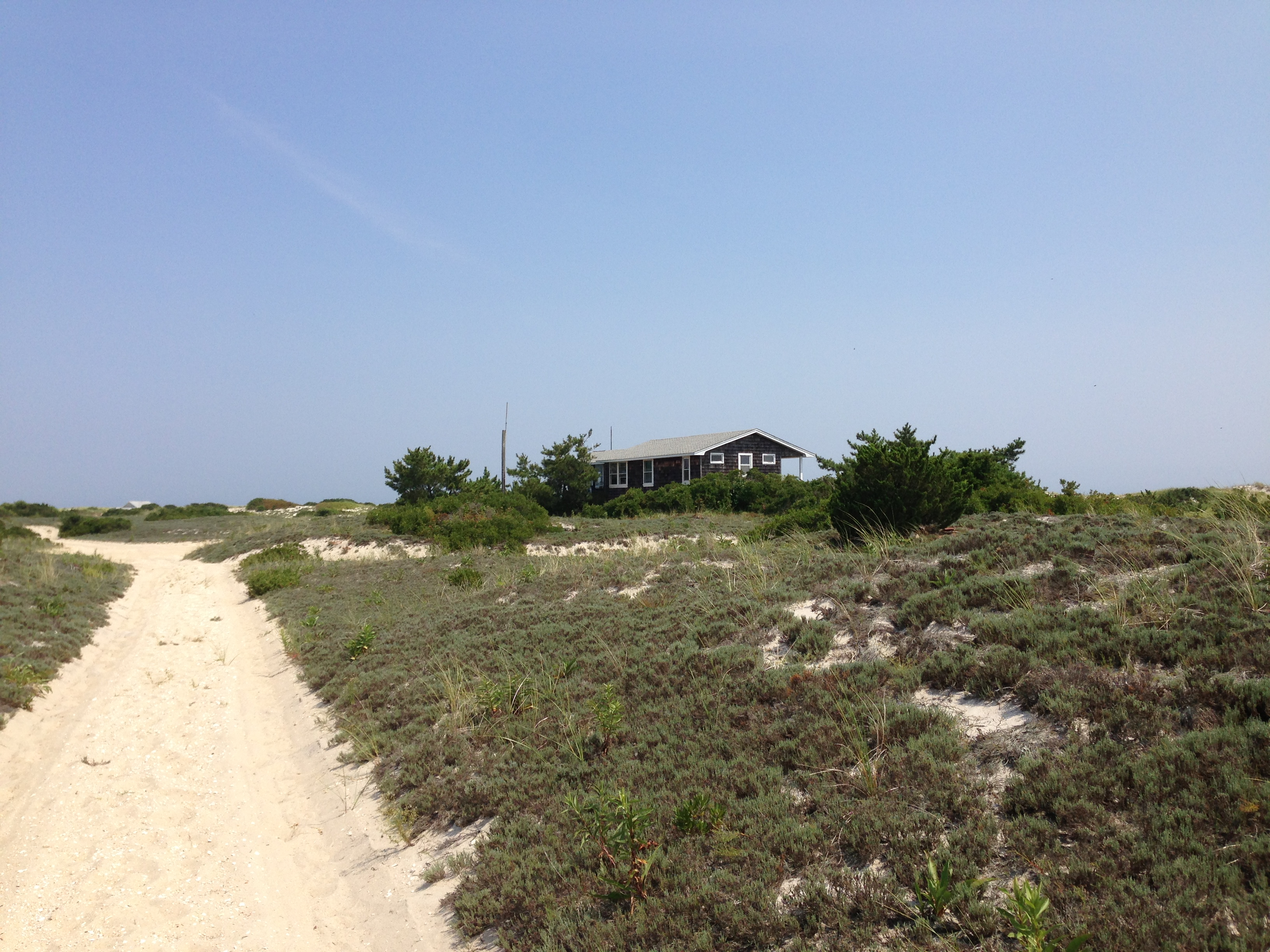
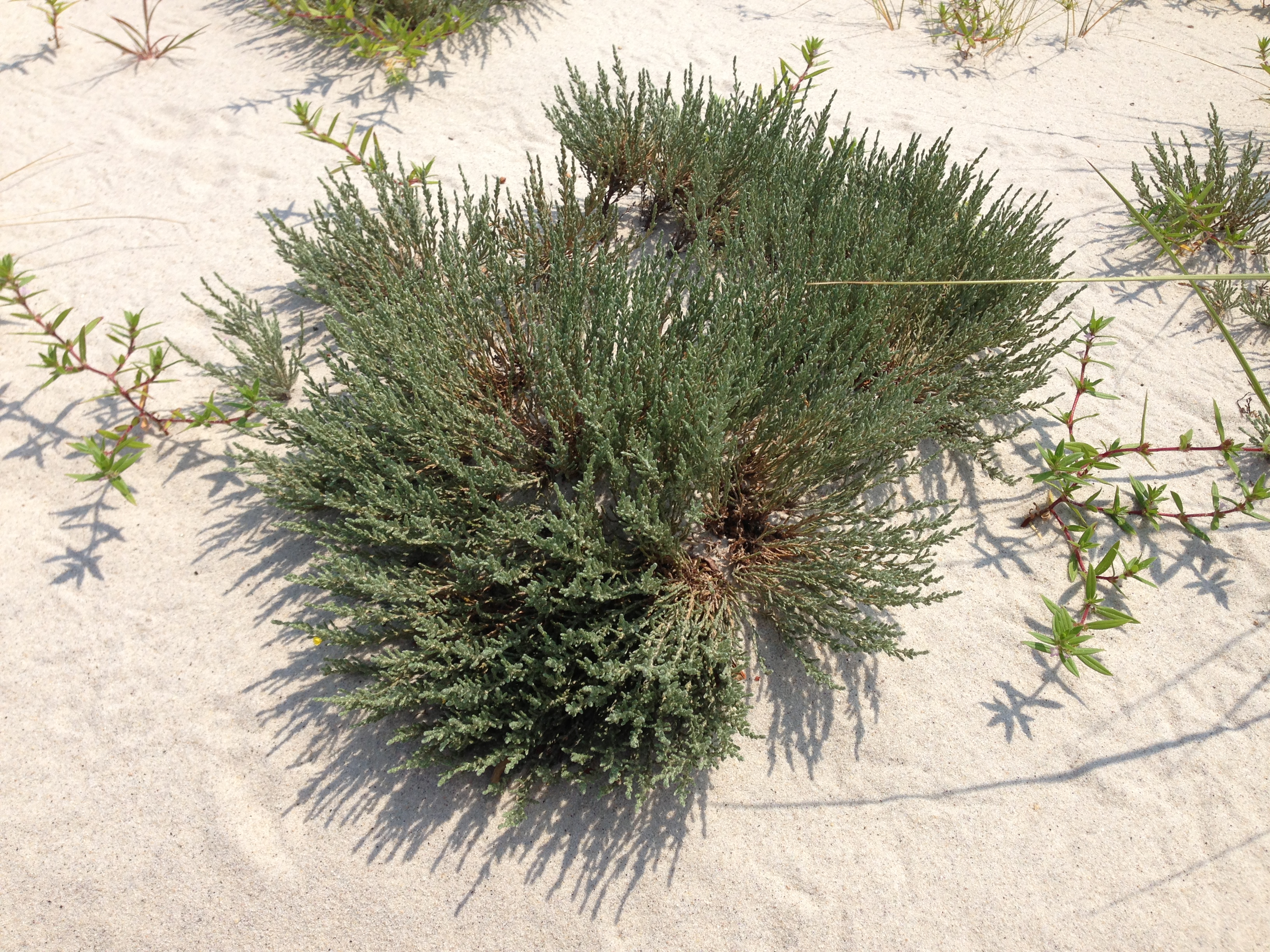
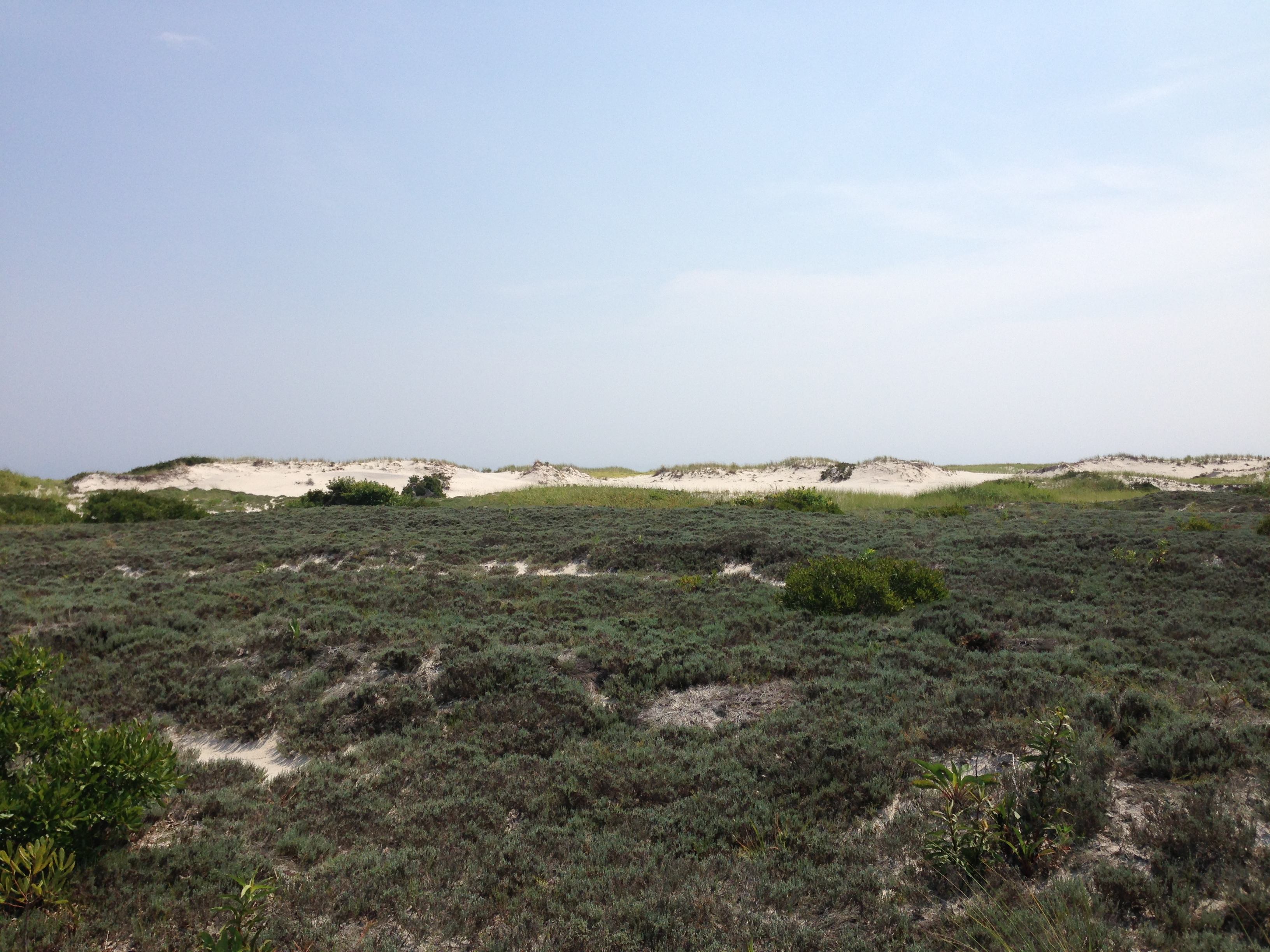
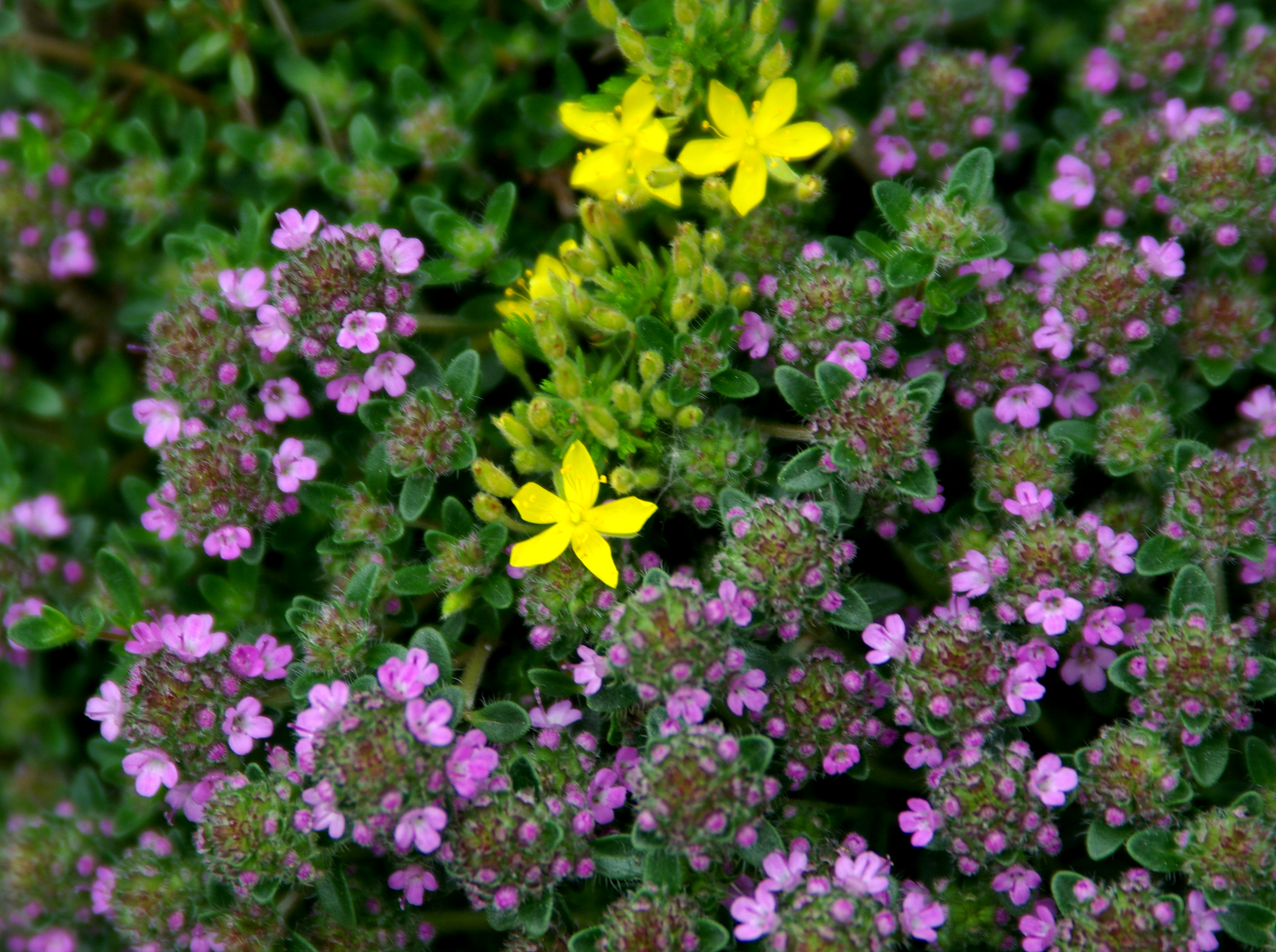
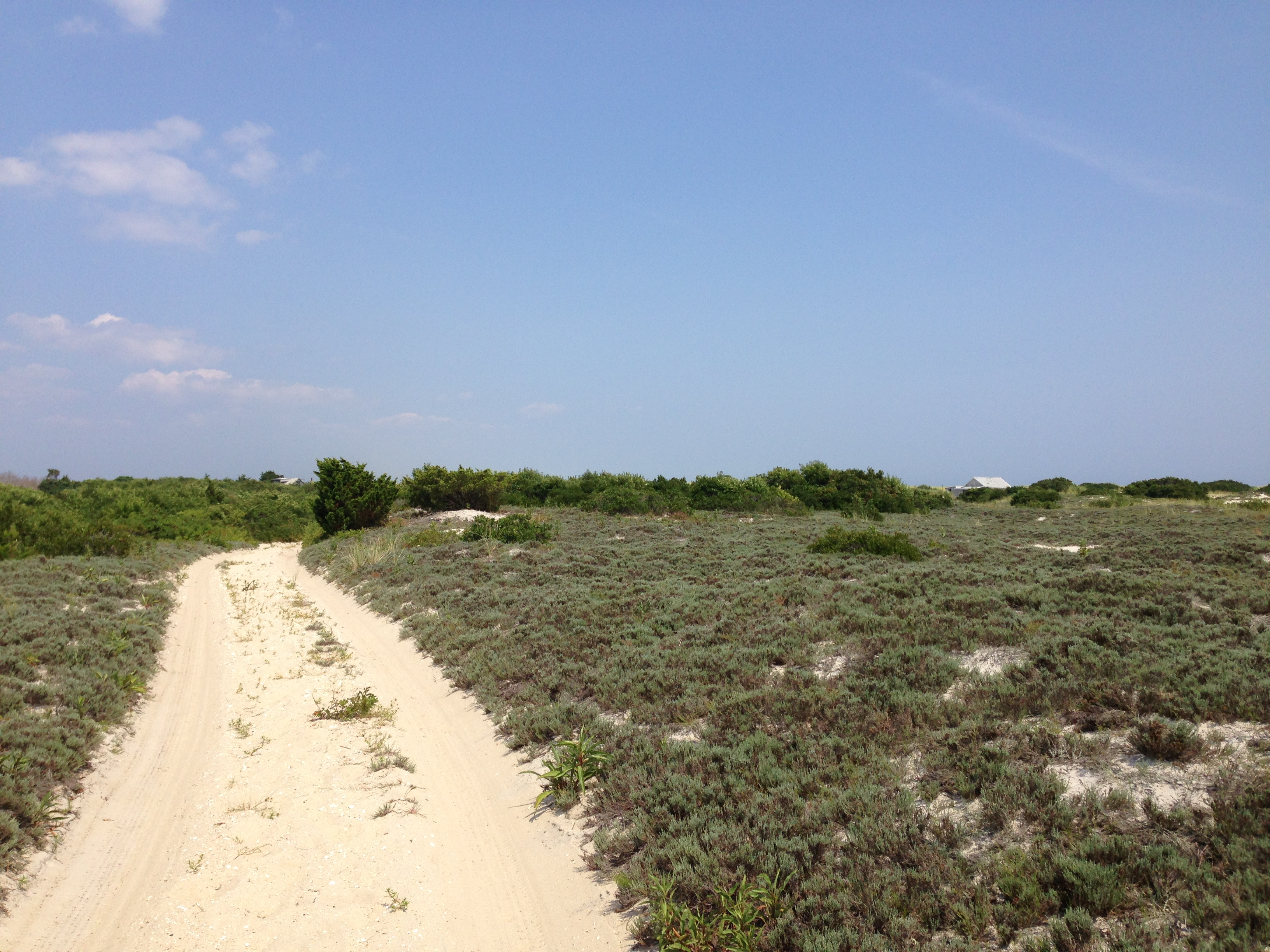